# Daron Acemoğlu
Kamer Daron Acemoğlu (uttalas: /ˈadʒemoːlu/) född 3 september 1967 i Istanbul i Turkiet, är en turkisk-armenisk nationalekonom.
År 2024 tilldelades han Sveriges riksbanks pris i ekonomisk vetenskap till Alfred Nobels minne tillsammans med Simon Johnson och James A. Robinson för studier av hur institutioner formas och påverkar välstånd.
- Boken Why Nations Fail är central i Nobelpris-utmärkelsen, som behandlar frågan om varför olika länder är fattiga och rika samt pekar på institutionernas betydelse för den ekonomiska utvecklingen. Boken är tillgänglig fritt digitalt från Internet Archive[19]

Daron Acemoğlu innehar Charles P. Kindleberger-professuren i tillämpad nationalekonomi vid Massachusetts Institute of Technology (MIT) och tilldelades John Bates Clark-medaljen 2005. Han är en av de 10 mest citerade nationalekonomerna  i världen enligt IDEAS/RePEc.

## Biografi
Acemoğlu föddes i Istanbul, Turkiet. Han utexaminerades 1986 från Galatasaray Lisesi i Istanbul. Han tog en filosofie kandidat-examen från university of York, Storbritannien och senare en civilekonomexamen i ekonometri och matematisk nationalekonomi vid London School of Economics (LSE) där han 1992 också doktorerade. Han var lektor i nationalekonomi på LSE från 1992 till 1993. 1993 flyttade han sin forskning till MIT i Boston, USA. Han befordrades till professor 2000, och fick titeln "Charles P. Kindleberger professor" i tillämpad nationalekonomi 2004. Han är även knuten till forskningsprogrammet för ekonomisk tillväxt hos Canadian Institute of Advanced Research. Dessutom är han knuten till National Bureau of Economic Research (USA), Center for Economic Performance (USA) och Centre for Economic Policy Research (UK).
Acemoğlus främsta intressen är politisk ekonomi, ekonomisk utveckling, ekonomisk tillväxt, teknikens roll i ekonomin, inkomst och löneskillnader, humankapital och yrkesutbildning, och arbetsmarknadsekonomi. En del av hans verk har koncentrerat sig på den roll som institutionerna har i ekonomisk utveckling och politisk ekonomi.